# Brené Brown
Brené Brown är en amerikansk socionom och doktor i socialt arbete, research professor vid University of Houston Graduate College of Social Work , författare och föreläsare. De senaste tio åren har hon varit inblandad i forskning kring ämnen som sårbarhet, mod, empati och skam.
Brené och hennes arbete har uppmärksammats i PBS, National Public Radio, TED och CNN.
Hon har skrivit flera böcker, varav fem finns översatt till svenska.

## Publikationer
- Brown, B. (2012): Daring Greatly: How the Courage to Be Vulnerable Transforms the Way We Live, Love, Parent, and Lead. New York City, NY: Gotham
- Brown, B. (2010): The Gifts of Imperfection: Let Go of Who You Think You're Supposed to Be and Embrace Who You Are. Center City, MN: Hazelden.
- Brown, B. (2009): Connections: A 12-Session Psychoeducational Shame-Resilience Curriculum. Center City, MN: Hazelden.
- Brown, B. (2007): I Thought It Was Just Me (but it isn't): Telling the Truth About Perfectionism, Inadequacy, and Power. New York:Penguin/Gotham.[6]
- Brown, B. (2007): Feminist Standpoint Theory. In S.P.Robbins, P.Chatterjee & E.R.Canda (Eds.), Contemporary human behavior theory: A critical perspective for social work (Rev. ed.). Boston: Allyn and Bacon.[6]
- Brown, B. (2007): Shame Resilience Theory. In S.P.Robbins, P.Chatterjee & E.R.Canda (Eds.), Contemporary human behavior theory: A critical perspective for social work (Rev. ed.). Boston: Allyn and Bacon.[6]